# Turist (album)
Turist er det tredje studiealbum fra den dansk popsanger Christian Brøns, der udkom i 2006. 
Musikmagasinet GAFFA gav det tre ud af seks stjerner.

## Spor
1. "Turist" -4:16
2. "Med Tiden" -3:50
3. "Lirekassemanden" -3:31
4. "Det Der Kommer Let" -3:53
5. "Benny Baggårdspanter" -2:58
6. "Babylons Haver" -3:55
7. "Endnu Et Valg" -3:54
8. "Sat Fri" -3:32
9. "Nul Garanti" -4:37
10. "Rock'N'Roll Missioner" -3:29
11. "Sirene" -3:26
12. "Sommertid" -2:58